# 中華人民共和國宗教自由
中華人民共和國的宗教信仰自由 ，是中国公民的一项基本权利，受到中国宪法和法律保护。《中华人民共和国宪法》第二章第36条规定：“中华人民共和国公民有宗教信仰自由。”“任何国家机关、社会团体和个人不得强制公民信仰宗教或者不信仰宗教，不得歧视信仰宗教的公民和不信仰宗教的公民。”“国家保护正常的宗教活动。”同时也规定：“任何人不得利用宗教进行破坏社会秩序、损害公民身体健康、妨碍国家教育制度的活动。”“宗教团体和宗教事务不受外国势力的支配。”
此外，中国的《民族区域自治法》、《民法通则》、《教育法》、《劳动法》、《义务教育法》、《人民代表大会选举法》、《村民委员会组织法》、《广告法》等法律还规定：公民不分宗教信仰都享有选举权和被选举权；宗教团体的合法财产受法律保护；教育与宗教相分离，公民不分宗教信仰依法享有平等的受教育机会；各民族人民都要互相尊重语言文字、风俗习惯和宗教信仰；公民在就业上不因宗教信仰不同而受歧视；广告、商标不得含有对民族、宗教歧视性内容。

## 保护合法宗教活动
中华人民共和国共有五个全国性宗教组织，包括中国佛教协会、中国道教协会、中国伊斯兰教协会、基督教三自爱国教会、天主教爱国会，及两个地方性宗教组织：中华东正教会和福建省莆田市三一教协会。它们由中国国家宗教事务总局统一管理，依法自主开展宗教活动。
根据中国有关规定，成立宗教团体应当经人民政府宗教事务部门审查同意并到人民政府民政部门登记。未经人民政府宗教事务部门审查同意，或者未在人民政府民政部门登记，不得以宗教团体的名义开展活动。

## 打击邪教
中国政府强调，公民在享有宗教信仰自由权利的同时，必须承担法律所规定的义务。任何人、任何团体，包括任何宗教，都应当维护人民利益，维护法律尊严，维护民族团结，维护国家统一。在这个原则下，中国设立组织、利用会道门、邪教组织、利用迷信破坏法律实施罪，依法对邪教组织进行打击，惩处邪教犯罪分子。

## 批评
国际批评声音认为，被当局批准的全国性宗教组织虽得到一定程度的保护，但受到國家宗教事務局的控制、需遵守宗教局的限制。未註冊的宗教團體包括例如新教地下教會、家庭教會、法輪功、天主教地下教會，他們面臨不同程度的騷擾，諸如監禁、強制改變信仰。
國際組織自由之家在2017年2月發表了名為《中國靈魂爭奪戰：習近平治下的宗教復興、壓制和抵抗》的報告，考察中國宗教人權現狀、涵蓋3.5億多名宗教信徒。報告稱在中共中央總書記習近平統治下，中國共產黨和中國政府強化對宗教的打壓，打壓措施進入日常生活領域，並引發信仰者越來越強烈的抵觸。習近平任內推行「宗教中國化」，自2018年《宗教事務條例》生效後，習近平的宗教中國化政策進一步擴大，黨政機關下令拆除天主堂的十字架，甚至將聖母畫像換成習近平肖像，全國的清真寺遭到大規模整改（将清真寺建筑中国化）和破壞，還禁止穆斯林齋戒。
2024年7月1日，中国严厉驳斥了美国“2023年国际宗教自由报告”的涉华内容，指出其严重扭曲、捏造事实，刻意抹黑中国宗教政策，实则是要遏制和打压中国。